# Gideon Bachmann
Gideon Bachmann (* 18. Februar 1927 in Heilbronn; † 24. November 2016 in Karlsruhe), bürgerlich Hans Werner Bachmann, war Filmkritiker, Fotograf, Filmemacher und Rundfunkkommentator jüdischer Herkunft.

## Leben
Gideon Bachmann wurde im Haus in der Bahnhofstraße 27 in Heilbronn geboren, danach emigrierte die Familie nach Palästina. Von dort ging er in die USA, später nach Italien und England. Ab 1996 lebte er wieder in Deutschland, wo er unter anderem für das ZKM arbeitete. In Amerika war er Mitbegründer der Bewegung »Underground Cinema«, nachdem er zusammen mit Jonas Mekas und Shirley Clarke die von Hans Richter geleitete Filmakademie des New York City College absolviert hatte.
2014 übergab Bachmann sein rund 500 Interviews umfassendes Ton-Archiv dem Zentrum für Kunst und Medien Karlsruhe, wo es unter dem Titel Vox Humana bewahrt und der Öffentlichkeit und Wissenschaft zugänglich gemacht wird. 

## Filmografie
- Underground New York, 1967
- 48 Stunden bis Acapulco, 1967, als Darsteller
- Jonas, 1967/68
- Protest – wofür?, 1968, als Regisseur
- Ciao Federico!, 1970
- Eine Kamera ist kein Molotow Cocktail!, 1977, als Regisseur
- 1983: Peppermint Frieden
- My Voyage to Italy, 2001, als Still Photographer

## Dokumentarfilm über Bachmann
- Trial and Error, Regie: Marie Falke, Deutschland, 2019, 57 Minuten[6][7]

## Preise
- Silberner Löwe, Internationale Filmfestspiele Venedig